# 계응태
계응태(桂應泰, 1925년 2월 25일~2006년 11월 23일)는 조선민주주의인민공화국의 정치인이다.

## 이력
- 1925년 2월 25일: 평안남도 평원에서 출생하였으며 지난날 한때 평안남도 대동에서 잠시 유아기를 보낸 적이 있는 그는 주로 평안남도 평원 향리에서 성장.
- 1940년대: 소련 고급당학교 졸업 후 남만주 대학 정치경제학과에서 학사 학위 취득
- 1951년: 조선로동당 중앙위원회 국제부 과장
- 1957년 5월: 조선로동당 국제부 부부장
- 1960년 2월: 조선민주주의인민공화국 외무성 부상
- 1962년 2월: 조선민주주의인민공화국 무역성 부상
- 1963년: 국제무역촉진위원회 부위원장
- 1967년 4월: 국제무역촉진위원회 위원장
- 1967년 10월: 조선민주주의인민공화국 무역상
- 1967년 11월: 최고인민회의 제4기 대의원
- 1970년 11월: 조선로동당 중앙위원회 위원
- 1972년 12월: 조선민주주의인민공화국 무역부장
- 1976년: 조선민주주의인민공화국 부총리
- 1977년 1월: 조선민주주의인민공화국 부총리 겸 무역부장
- 1980년 10월: 조선로동당 중앙위원회 정치국 위원
- 1983년 8월: 조선로동당 평안남도당 책임비서
- 1985년 11월: 조선로동당 중앙위원회 공안담당 비서
- 1986년 12월: 최고인민회의 법안심의위원장
- 1990년: 최고인민회의 제9기 대의원
- 1998년: 최고인민회의 제10기 대의원

## 수상
- 김일성훈장 (1982년 4월, 1992년 4월)

## 기타
- 1994년 7월 26일: 조국 해방 전쟁(한국 전쟁) 승전 41주년 기념보고
- 1994년 8월 2일: 김정일 로작 20주년 중앙 보고
- 1995년 2월 15일: 김정일 생일 경축 보고
- 김정일 측근 당내 관료
- 김정일 체제 구축에 중요한 소임을 맡은 것으로 평가됨
- 2006년 11월 23일: 폐암으로 사망

## 참고 자료
- Suh, Dae-sook (1981). 《Korean Communism 1945–1980: A Reference Guide to the Political System》 1판. University Press of Hawaii. ISBN 0-8248-0740-5.
- Kim, Nam-Sik (Spring–Summer 1982). “North Korea's Power Structure and Foreign Relations: an Analysis of the Sixth Congress of the KWP*”. 《The Journal of East Asian Affairs》 (Institute for National Security Strategy) 2 (1): 125–151. JSTOR 23253510.